# 時津警察署
時津警察署（とぎつけいさつしょ, Togitsu Police Station）は、長崎県西彼杵郡時津町にある、長崎県警察が管轄する警察署の一つ。

## 所在地
- 長崎県西彼杵郡時津町浦郷275番地1

## 沿革
- 1875年（明治8年）- 西彼杵郡時津町浦郷に「長崎警察所[1]時津屯所」を設置。9村を管轄。
- 1878年（明治11年）1月16日 - 「長崎警察署時津分署」に改称。
- 1885年（明治18年）- 時津町浦郷174番地に庁舎を新築し、移転。
- 1891年（明治24年）6月1日 - 「浦上警察署時津分署」に改称。
- 1897年（明治30年）8月9日 - 浦上警察署が廃止され、再び「長崎警察署時津分署」となる。
- 1926年（大正15年）6月30日 - 長崎警察署から独立し、「時津警察署」に昇格。
- 1937年（昭和12年）8月31日 - 時津町浦郷280番地に庁舎を新築し、移転。
- 1948年（昭和23年）
  - 2月1日 - 「国家地方警察西彼南地区警察署[2] 時津村警部補派出所」となる。
  - 9月22日 - 「国家地方警察西彼中地区警察署」となる。
- 1951年（昭和26年）10月1日 - 「国家地方警察時津地区警察署」に改称。
- 1954年（昭和29年）7月1日 - 長崎県警察の所管する「時津警察署」となる。
- 1955年（昭和30年）3月31日 - 町村合併により、管轄地区の移管を行う。
  - 旧・黒崎村を大瀬戸警察署に移管（黒崎村が大瀬戸警察署の所管する神浦村を合併し、外海村が発足したため）。
  - 旧・伊木力村・大草村を諫早警察署に移管（伊木力村・大草村が諫早警察署の所管する喜々津村と合併し、多良見村が発足したため）。
- 1961年（昭和36年）9月29日 - 旧・大串村が大瀬戸警察署から移管される（大串村が時津警察署の所管する亀岳村と合併し、西彼村が発足したため）。
- 1972年（昭和47年）
  - 3月31日 - 長与町高田郷の一部（百合野・高田越・道ノ尾・日当の尾）を浦上警察署に移管。
  - 11月 - 時津町横尾地区を浦上警察署に移管。（翌年、横尾地区は長崎市へ編入された。）
- 1981年（昭和56年）9月21日 - 現在地に庁舎を新築・移転。
- 2005年（平成17年） - 長崎市三重地区を稲佐警察署に移管。
- 2006年（平成18年） - 長崎市の旧琴海町を稲佐警察署に移管。
- 2011年（平成23年）- 稲佐警察署から三重地区、旧外海町地区、旧琴海町地区を移管。三重地区、旧琴海町地区が再び時津警察署の管轄になる。[3]

## 管轄区域
- 西彼杵郡時津町、長与町
- 長崎市の三重地区、旧外海町地区、旧琴海町地区

## 内部組織[4]
- 警務課
  - 警務係
  - 留置係
  - 看守第一係
  - 看守第二係
  - 看守第三係
- 会計課
  - 会計係
- 生活安全課
  - 生活安全係
  - 生活安全捜査係
- 地域課
  - 企画指導係
  - 地域第一係
  - 地域第二係
  - 地域第三係
- 刑事課
  - 庶務係
  - 強行犯係
  - 盗犯係
  - 知能・組織犯罪対策係
  - 鑑識係
- 交通課
  - 交通総務係
  - 交通指導捜査係
  - 交通特命捜査係
- 警備課
  - 警備係
  - 外事係

## 交番
交番数 - 4 （2011年（平成23年）4月現在）（　　）内は読み方と所在地。

### 時津町
- 久留里交番（くるり、西彼杵郡時津町久留里郷1439-61、北緯32度50分32.2秒 東経129度50分16.2秒）-2007年 （平成19年）開設。

### 長与町
- 長与交番（西彼杵郡長与町嬉里郷431-5、北緯32度49分21.5秒 東経129度52分34.9秒）
- まなび野交番（西彼杵郡長与町まなび野3丁目5-3、北緯32度48分35.1秒 東経129度52分32.4秒）-旧道の尾警察官駐在所、2007年（平成19年）に移転し、名称を変更。

### 長崎市　三重地区
- 長崎漁港交番（ながさきぎょこう、長崎市京泊2丁目4番28号、北緯32度49分20.9秒 東経129度46分24.6秒）-旧畝刈（あぜかり）警察官駐在所、1989年（平成元年）長崎魚市場の移転に伴い名称変更。

## 駐在所
駐在所数 - 5 （2011年（平成23年）4月現在）（　　）内は読み方と所在地。

### 長崎市 外海地区
- 神浦警察官駐在所（こうのうら、長崎市神浦向町125番地6、北緯32度52分43.2秒 東経129度41分3.7秒）
- 黒崎警察官駐在所（くろさき、長崎市下黒崎町1379番地1、北緯32度50分9.2秒 東経129度42分50.3秒）

### 長崎市 琴海地区
- 村松警察官駐在所（むらまつ、長崎市琴海村松町704番地16、北緯32度51分48.5秒 東経129度47分11.9秒）
- 長浦警察官駐在所（ながうら、長崎市長浦町2570番地20、北緯32度54分41.1秒 東経129度47分5秒）
- 形上警察官駐在所（かたがみ、長崎市琴海形上町4464番地7、北緯32度57分1.6秒 東経129度47分6.1秒）

## 廃止された交番・駐在所
（　）は読み、所在地だった場所。-は廃止後に所管区が移された交番・駐在所を表す。
- 2006年（平成18年）
  - 舟津交番（ふなづ、西彼杵郡長与町岡郷35-2）-長与交番
  - 長与ニュータウン警察官駐在所（西彼杵郡長与町三根郷53-8）-長与交番

## 参考資料
- 「長崎県警察史 第3巻」（1996年（平成8年）3月31日, 長崎県警察本部）p.650 - p. 653 時津警察署の沿革